# Usine sidérurgique d'Eisenhüttenstadt

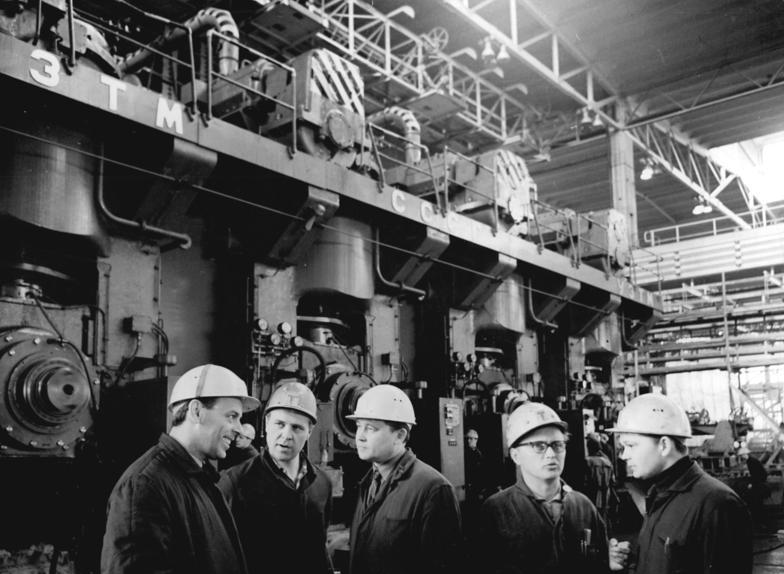
Intérieur de l'usine en 1967.

L'usine sidérurgique d'Eisenhüttenstadt est un site industriel allemand situé à Eisenhüttenstadt, dans le land de Brandebourg. Il appartient depuis 2006 à ArcelorMittal.
Le site, ainsi que la cité résidentielle ouvrière Stalinstadt, sont construits au début des années 1950. L'usine, à l'origine connue sous le nom d'EKO, pour Eisenhüttenkombinat Ost, a été le centre sidérurgique le plus important et le plus moderne de la RDA, employant jusqu'à 11 000 personnes.

## Histoire
Lors du III. congrès du parti socialiste unifié du 20 au 24 juillet 1950, la décision est prise de construire l'Eisenhüttenkombinat Ost (EKO) et une ville résidentielle (appelée Stalinstadt à partir de 1953) à environ trois kilomètres à l'ouest de Fürstenberg-sur-l'Oder. En 1953, le site est baptisé Eisenhüttenkombinat J. W. Stalin ». Cinq autres hauts fourneaux sont construits en 1955. L'usine prend le nom d'Eisenhüttenkombinat Ost à partir de 1963 et est alors la plus grande usine métallurgique de RDA.

## Époque contemporaine
En 1990, l'entreprise est rebaptisée EKO Stahl AG et en 1994 la Treuhandanstalt la vend au groupe belge d'acier et d'ingénierie mécanique Cockerill-Sambre. L'entreprise, qui opère depuis lors sous le nom d'EKO Stahl GmbH est largement modernisée avec des fonds publics avec l'approbation de la Commission européenne. Depuis, EKO s'est concentré sur la production d'acier plat, et a réalisé en 2001 un chiffre d'affaires de 918 millions d'euros avec un effectif de 3 200 personnes. EKO Stahl GmbH et sa maison mère belge font partie du groupe Arcelor depuis 2002. Depuis la fusion d'Arcelor avec la société néerlandaise Mittal Steel en 2006, l'entreprise opère sous le nom d'ArcelorMittal Eisenhüttenstadt GmbH.

## Dans la culture
C'est à Stalinstadt, avec l'usine sidérurgique d'Eisenhüttenstadt, qu'est située l'histoire du film La Révolution silencieuse. Dans le film, Stalinstadt est censée être à proximité de Berlin.